# Prix Jeunesse
Le Prix Jeunesse était un prix destiné à récompenser une œuvre de littérature pour la jeunesse. Il fut créé en 1934 par Michel Bourrelier (1900-1983), fondateur en 1931 de la maison d'édition Bourrelier. Il ne fut plus remis après 1972.

## Historique
Décerné sur manuscrit, avec engagement de publication, il s'agissait du premier prix littéraire consacré aux livres pour enfants. Son but initial était de « donner un nouvel essor à la littérature pour les enfants, de langue française, qui ne semble pas encore avoir atteint son plein développement ». Les ouvrages candidats devaient comporter environ 250 000 signes et s'adresser à des enfants d'un âge compris « entre 7 et 14 ans, environ ». Les auteurs devaient « s'abstenir de toute incursion dans le domaine politique ou religieux ».
Le jury était composé de 14 membres permanents. Le jury initial comprenait :
- Paul Hazard, professeur au Collège de France[4], Président
- Charles ab der Halden, Inspecteur général de l'Instruction publique[5]
- Albert Châtelet, recteur de l'Académie de Lille
- Alice Coirault (1876-1954), Inspectrice générale des Écoles maternelles
- Georges Duhamel
- Paul Fort
- P. Gautier, chef de bureau à la Direction de l'enseignement primaire
- Armand Got, instituteur, critique et poète
- Mathilde Leriche, de la Bibliothèque de L'Heure Joyeuse, Secrétaire du Prix
- Adolphe Mironneau[6]
- Mlle Simone Ratel
- Mme Marcelle Tinayre
- Charles Vildrac
- Michel Bourrelier, éditeur

À l'origine, le Prix se répartissait entre un prix indivisible de 5 000 francs de l'époque et un deuxième prix divisible de 1 000 francs. Le lauréat était publié dans l'une des collections Primevère ou Marjolaine des Éditions Bourrelier. Le Prix pouvait ne pas être décerné une année si le jury n'avait trouvé « aucun manuscrit qui en fût digne ».
Le Prix Jeunesse fut attribué pour la première fois en 1935 seulement, à Marie Colmont, alors inconnue. Le titre du livre, Rossignol des neiges, fut proposé par Charles ab der Halden. L'œuvre fut saluée dans des journaux très divers.
L'activité du Prix Jeunesse fut interrompue pendant la Seconde Guerre mondiale, pour éviter une récupération par le gouvernement de Vichy. En 1945, Georges Duhamel prit la présidence du jury, Paul Hazard étant décédé en 1944. Charles Vildrac lui succédera ensuite jusqu'à sa mort en 1971. Devaient également entrer dans le jury, de 1948 à 1962, entre autres : Claude Aveline (écrivain), Pierre Menanteau (poète, inspecteur de l'enseignement primaire), Marie-Aimée Niox-Château (directrice de la Nouvelle École de Boulogne), Natha Caputo (auteur et critique littéraire de livres pour enfants), Paul Vialar (écrivain), Maurice Genevoix (écrivain), Claude Santelli (critique et producteur de l'ORTF).
En 1963, les Éditions Bourrelier ayant fusionné avec la Librairie Armand Colin, le Prix fut présenté au siège de cette dernière maison d'édition.
En 1967, les collections Marjolaine, Primevère et L'Alouette ayant cessé de paraître, Michel Bourrelier transmit le Prix Jeunesse aux Éditions de l'Amitié - G.T. Rageot et diffusées par la Librairie Hatier. Le Prix devait cesser définitivement son activité en 1972.

## Liste des lauréats

### Prix édités par les éditions Bourrelier
- 1934 : non attribué ; ouvrages désignés par le jury pour être édités aux Éd. Bourrelier :
  - Ellen Lombard, Olof et Gertie
  - Marcelle Vigneron-Vérité, Pimprenelle et Mafouinette
  - Léonce Bourliaguet, Quatre du cours moyen
  - Maurice Carême, Le Royaume des fleurs
- 1935 : Marie Colmont pour Rossignol des neiges
  - 2e prix : César Santelli[9] pour L'Escabeau volant ; Andrée Martignon[10] pour Jean des villes et Jean des champs
- 1936 : non attribué
- 1937 : Georges Nigremont pour Jeantou, le maçon creusois
  - 2e prix : Nanine Grüner[11] pour Isabelle et la Porte jaune, Marcelle Vérité pour Mipe, ses amis et ses bêtes
- 1938 : non attribué
- 1939 : Colette Vivier pour La Maison des petits bonheurs
- 1940-1944 : non attribué
- 1945 : Alice Piguet pour Thérèse et le jardin
- 1946 : non attribué
- 1947 : Jean Bosshard[12] pour Le Marchand de sable attendra
- 1948 : Léone Mahler[13] pour Le Secret de l'Île d'or
- 1949 : non attribué
- 1950 : René Guillot pour Sama, prince des éléphants
- 1951 : non attribué
- 1952 : Andrée Clair[14] pour Moudaïna
- 1953 : Louis Delluc[15] pour Le Mousse de la Nina
- 1954 : Robert Teldy-Naïm[16] pour Sept soleils sur la neige
- 1955 : Claire Audrix[17] et Christian Fontugne[18] pour Nic et Nick
- 1956 : Jeanne Loisy[19] pour Le Secret de Don Tiburcio
- 1957 : Aimée Collonges[20] pour L'étrange famille de la pampa
- 1958 : Étienne Cattin[21] pour Rat-blanc et son chauffeur
- 1959 : Simone Martin-Chauffier[22] pour L'Autre chez les corsaires
- 1960 : Gine Victor-Leclercq[23] pour Va-comme-le-vent, cheval mongol
- 1961 : Pierre Gamarra pour L'Aventure du Serpent à plumes
- 1962 : Magda Contino[24] pour Le Mystère de l'Ancre coralline
- 1963 : May d'Alençon pour Renard roux
- 1964 : Jacqueline Verly[25] pour Sur la route des Bohémiens
- 1965 : Nicole Lesueur[26] pour Le Secret du ballon jaune

### Prix édités par les Éditions de l'Amitié
- 1968 : Jacqueline Cervon[27] pour L'Aiglon d'Ouarzazate
- 1969 : non attribué
- 1970 : Michel-Aimé Baudouy[28] pour Alerte sur le Roc Blanc
- 1971 : Pierre Pelot[29] pour L'unique rebelle
- 1972 : Nicole Vidal[30] pour La Conspiration des parasols

## Sources
- Mathilde Leriche, Le Prix Jeunesse : histoire d'un prix littéraire pour enfants, in 50 ans de littérature de jeunesse, Magnard - L'École, 1979.
- Paul Hazard, préface à Rossignol des neiges de Marie Colmont.
- (Notes biographiques) : Nic Diament, Dictionnaire des écrivains français pour la jeunesse : 1914-1991, Paris, L'École des loisirs, 1993, 783 p. (ISBN 2-211-07125-2 et 978-2-211-07125-3)